# トゥルゲーネフ (小惑星)
トゥルゲーネフ (3323 Turgenev) は、小惑星帯の小惑星。1979年にクリミア天体物理天文台でニコライ・チェルヌイフが発見した。
ロシアの作家、イワン・ツルゲーネフ（トゥルゲーネフの方がロシア語での発音に近いとされる）から名付けられた。